# Ageman
Ageman è un film del 1990 diretto da Jūzō Itami.

## Trama
Nayoko è una ageman (geisha d'oro), vale a dire una geisha ancora vergine. Dopo aver ricevuto numerose offerte, il suo contratto verrà acquistato da un uomo che l'ama davvero.